# Bor (osiedle w obwodzie kirowskim)
Bor (ros. Бор) – osiedle w Rosji, w obwodzie kirowskim, w rejonie afanasjewskim. W 2010 liczyło 630 mieszkańców.